# Urszula Mirouët

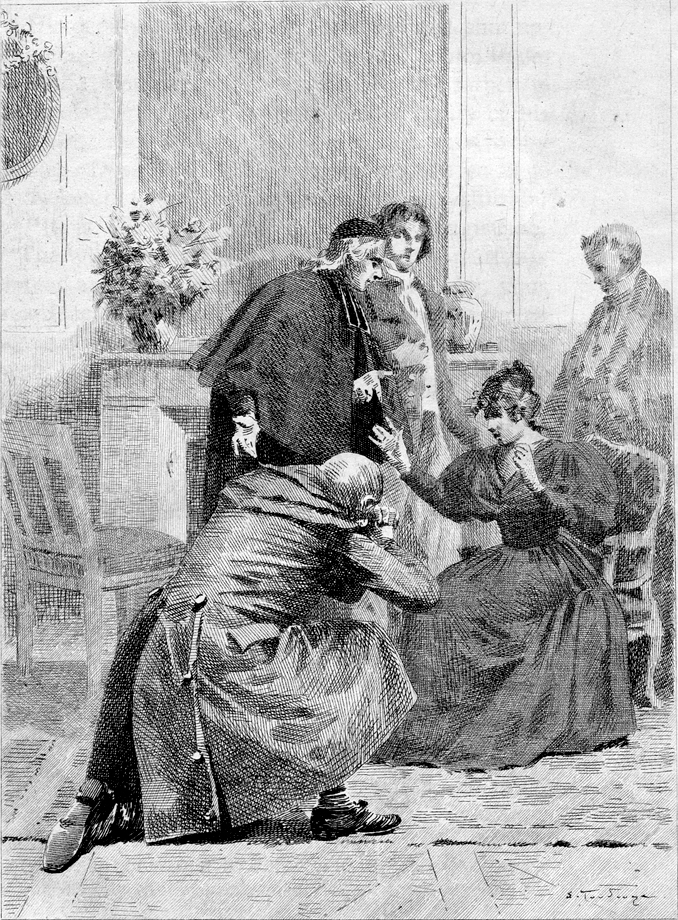

Urszula Mirouët (oryg. fr. Ursule Mirouët) – powieść Honoriusza Balzaka z 1841, stanowiąca część Scen z życia prowincji cyklu Komedia ludzka.  
Powieść na język polski przełożył Julian Rogoziński. W publikowanych przez wydawnictwo Czytelnik przekładach Komedii ludzkiej utwór został zamieszczony w tomie VII, Warszawa 1958, razem z powieścią Eugenia Grandet.

## Treść
Tytułowa Urszula, po stracie rodziców, trafia pod opiekę doktora Denisa Minoreta, niezwykle bogatego człowieka, który zapewnia jej najlepszą możliwą w prowincjonalnym Nemours edukację. Sporządza również testament, w którym dziewczyna zostaje jedyną spadkobierczynią. Delikatna i niewinna Urszula nie zdaje sobie sprawy, że liczni i do tej pory skłóceni ze sobą krewni doktora nie mogą się pogodzić z utratą wymarzonego spadku, a za sprawą intryg, jak i zwykłej kradzieży testamentu zostaje zniesławiona i pozbawiona pieniędzy przeznaczonych jej przez doktora. Sytuacja zmienia się jednak dzięki wsparciu ze strony ukochanego Sawiniana de Portenduère i sennych wizji, które pozwalają Urszuli odgadnąć los testamentu, a po uzyskaniu wsparcia przyjaciół - odzyskać należne jej szczęście.

## Cechy utworu
Powieść łączy w sobie cechy typowej analizy niewinności (którą uosabia Urszula) skonfrontowanej z chciwością i zepsuciem większości ludzi (podobny wątek podejmuje, choć w formie jeszcze brutalniejszej, Piotrusia) z balzakowską fascynacją zjawiskami niewyjaśnionymi, tajemnicami i kultem energii. To właśnie "przekazywanie myśli", fantastyczna koncepcja mająca swoje korzenie w mesmeryzmie (notabene kluczowa także w opowiadaniu Rekrut) umożliwia rzadkie w Komedii ludzkiej szczęśliwe zakończenie. Szczęście osiągnięte przez Urszulę i zakochanego w niej Sawiniana ma również podkreślać, że prawdziwa prostolinijność i niewinność nie zawsze musi ponieść klęskę. Ważnym aspektem jest tu fakt usytuowania akcji na prowincji, nie w bezlitosnym i materialistycznym Paryżu - wprowadzenie motywu nadnaturalnego koresponduje z powszechną na francuskiej wsi przez cały XIX wiek wiarą w ingerencję rzeczywistości nadprzyrodzonej w życie ludzi. 
Ważnym motywem w utworze jest również nawrócenie doktora Minoreta - za sprawą niewinnej wychowanki z agnostyka staje się on praktykującym katolikiem. W ten sposób rozwinięty zostaje motyw podjęty w opowiadaniu Msza ateusza. 